# Consumed (The Walking Dead)
"Consumed" là tập thứ sáu trong Phần 5 của series phim truyền hình The Walking Dead. Tập phim được phát sóng trên kênh AMC của Mỹ vào ngày 16 tháng 11 năm 2014. Khi phát sóng, tập phim đã được 14,07 triệu người xem trong đó có 7,3 triệu người từ 18-49 tuổi.

## Nội dung tập
Tập phim bắt đầu bằng cảnh trong quá khứ khi Carol bị Rick trục xuất khỏi cộng đồng nhà tù ở Phần 4. Sau một hồi lái xe, Carol dừng xe lại bên đường và gục đầu vào vô lăng khóc. Một con walker đi đến đập người vào cửa sổ xe và Carol hét lên rằng nó hãy cút đi, trước khi cô lái xe và rời khỏi.
Carol dừng xe lại trước một tòa nhà, cô vào bên trong và nhìn xung quanh. Sau khi kiểm tra và không thấy có dấu hiệu của xác sống, Carol lấy vài chai nước rỗng trong thùng rác ra để đựng nước. Tối hôm đó, sau khi đọc xong một quyển tạp chí, cô thổi tắt nến, cầm súng lên tay rồi ngủ. Sáng hôm sau, khi đang dùng những túi nilon treo bên cửa sổ để hứng nước mưa, cô nhìn thấy khói đen bốc lên từ phía nhà tù. Carol vội vã leo lên xe và đi đến nhà tù thì nhìn thấy cảnh tượng tan hoang đổ nát.
Quay trở lại hiện tại, Carol và Daryl đang đi theo chiếc xe có hình chữ thập màu trắng ở phía sau. Carol đang hỏi Daryl về khoảng thời gian mà anh ở cùng với Beth sau khi nhà tù sụp đổ. Carol cho rằng tốt nhất họ nên tăng tốc và ép chiếc xe kia vào lề đường, nhưng Daryl nghĩ rằng kẻ đang lái chiếc xe có thể sẽ không có thái độ hợp tác, vậy nên họ chỉ nên bám đuôi hắn. Daryl nói rằng giờ đây họ đang nắm lợi thế, và nếu những người kia đang giữ Beth, họ sẽ làm những việc cần phải làm để cứu Beth trở về.
Khi họ đi theo chiếc xe kia vào được đến thành phố Atlanta, chiếc xe bỗng dừng lại, Daryl cũng dừng xe lại và thắc mắc không biết chiếc xe kia dừng lại để làm gì. Một người với bộ đồng phục sĩ quan bước ra khỏi xe và Daryl nói rằng có hai người trong chiếc xe đó. Một con xác sống bỗng đến đập người vào cửa sổ xe mà Daryl với Carol đang ở trong. Viên sĩ quan ở đằng xa đang kéo lê một chiếc xe đạp và một thứ gì đó trông có vẻ như xác người. Nhận thấy biểu hiện của con walker, anh ta nhìn về phía nó một lúc với vẻ nghi ngờ. Tuy nhiên, vì trời quá tối nên có lẽ anh ta không thấy được Daryl và Carol. Anh ta bước vào trong chiếc xe và rời khỏi, Daryl cố khởi động xe để bám theo nhưng xe đã hết xăng.
Daryl nói rằng họ cần một chỗ nghỉ qua đêm để đợi đến sáng mai. Carol liền dẫn anh đến một nơi ở gần đó. Cả hai cùng đến tòa nhà mà Carol nói. Daryl tìm thấy chùm chìa khóa trên xác của một walker và họ mở được cửa để vào bên trong. Daryl liền hỏi rằng liệu trước đây Carol từng làm việc ở nơi này, nhưng Carol đáp lại rằng "Nó là một thứ gì đó" và có vẻ như không muốn nói thêm. Daryl tiếp tục hỏi rằng đây là nơi đâu, Carol liền đáp lại rằng nó là một nơi tạm trú. Khi được Daryl hỏi rằng có phải Carol từng đến đây không, cô thừa nhận là từng đến nhưng chưa từng ở lại. Họ tìm thấy một căn phòng có một chiếc giường tầng bên trong. Carol nói rằng cô sẽ ngủ giường trên và sẽ là người thức canh gác trước.
Khi Daryl ngồi ở giường dưới, Carol hỏi anh rằng: "Anh từng nói rằng chúng ta có thể bắt đầu lại. Phải không?". Daryl đáp lại: "Tôi đang cố". Daryl hỏi Carol rằng cô đang nghĩ lại, cô liền nói rằng cô và Daryl không xứng đáng để cứu giúp mọi người nữa. Daryl liền hỏi rằng vậy tại sao cô còn ở đây, Carol đáp rằng: "Vì tôi cũng đang cố". Daryl hỏi rằng chuyện gì sẽ xảy ra nếu anh không xuất hiện lúc Carol đang một mình đứng cạnh chiếc xe. Carol trả lời rằng cô cũng không rõ nữa. Rồi cô đến bên và nằm cùng Daryl ở chiếc giường dưới. Bất chợt, họ nghe thấy tiếng động và Daryl lập tức cầm cây nỏ của mình lên. Họ cùng đi xuống một hành lang dài và nhìn thấy có 2 xác sống đang đập người lên phía bên kia một cửa kính, trong đó có một xác sống là trẻ em. Carol định mở cửa ra và dùng dao giết chết chúng, nhưng Daryl đã ngăn cô lại và nói rằng cô không cần phải làm vậy.
Sáng hôm sau, Carol thức dậy và nhìn thấy khói đang bốc lên ở bên ngoài. Cô nhìn thấy Daryl đang bồng xác chết của con walker trẻ em hôm qua đến bên ngọn lửa và thiêu cái xác đó. Carol bước ra ngoài và cảm ơn anh.
Trong một cảnh flashback khác, Carol lúc này đang đào mộ cho Lizzie và Mika cùng Tyreese, cô nhìn lên trời và thấy khói đang bốc lên từ xa.
Quay trở lại hiện tại, Daryl và Carol đã đi ra bên ngoài. Daryl nghĩ rằng họ cần phải tìm một tòa nhà cao tầng để quan sát xung quanh tìm tung tích của Beth. Daryl đốt cháy một quyển sổ và ném về phía đám xác sống để đánh lạc hướng chúng rồi nhanh chóng cùng Carol chạy vào phía trong một tòa nhà. Khi họ đi qua đoạn đường nối giữa 2 tòa nhà, họ nhìn thấy một số walker bên trong những lều vải và túi ngủ. Cả hai giết một vài trong số chúng rồi cẩn thận lách qua cánh cửa đã bị khép lại bằng xích.
Daryl và Carol đi đến căn phòng ở tầng cao nhất tòa nhà và nhìn xung quanh khung cảnh thành phố đã bị hủy diệt. Carol nói rằng Daryl vẫn chưa hỏi cô về chuyện đã xảy ra khi cô gặp Tyreese, Lizzie và Mika. Daryl đáp lại rằng anh biết chuyện đã xảy đến với Lizzie với Mika, vì chúng không còn đi cùng cô, nhưng Carol nói rằng chuyện xảy ra còn tệ hơn nhiều. Daryl nói rằng lý do mà anh nói rằng họ có thể bắt đầu lại là vì họ phải làm vậy.
Daryl chợt nhìn thấy thứ gì đó ở xa. Anh nhìn qua ống ngắm của súng và chỉ cho Carol thấy một chiếc xe có hình chữ thập trắng đang bị mắc kẹt trên lưng chừng một cây cầu. Daryl cho rằng chiếc xe đó có thể có liên hệ với nhữung người đã bắt Beth. Trước khi rời khỏi căn phòng để đến chỗ chiếc xe, Daryl nhìn vào bức tranh trong căn phòng và nói rằng chắc hẳn nó đáng giá rất nhiều tiền. Tuy nhiên, Daryl cho rằng họa tiết của nó giống như thể có một con chó ngồi lên bức tranh và chùi mông nó khắp nơi. Carol thì ngược quan điểm với anh, cô rất thích những tác phẩm nghệ thuật như này.

Hai người họ cùng lách người qua cánh cửa lúc này để ra đi xuống dưới ra khỏi tòa nhà. Tuy nhiên, khi mới chỉ có Carol qua được cánh cửa. Cô đã bị Noah - người lúc này vừa thoát được khỏi bệnh viện tước súng. Khi đến lượt Daryl qua được, anh thấy Noah đang chĩa súng vào người và yêu cầu anh phải đặt cây nỏ của mình xuống đất. Noah nói rằng cậu không muốn làm ai bị thương cả, cậu chỉ muốn có vũ khí. Noah cho rằng họ đủ mạnh mẽ để tự lo liệu cho bản thân. Sau đó, cậu dùng dao rạch vải của những túp lều xung quanh, giải thoát cho đám xác sống tiến về phía Daryl cùng Carol rồi bỏ chạy. Daryl và Carol nhanh chóng giải quyết đám walker. Carol chĩa súng về phía Noah bóp cò nhưng đã bị Daryl đẩy tay làm chệch hướng đạn. Họ cùng đuổi theo Noah, nhưng cậu bé đã buộc chặt cánh cửa ở phía bên kia bằng một sợi xích. Vừa tìm một lối khác để ra khỏi tòa nhà, Carol vừa trách Daryl rằng liệu có phải anh nghĩ rằng cô sẽ định bắn chết Noah không. Cô nói rằng cô chỉ định bắn vào chân Noah, kể cả khi vết đạn có giết chết cậu ta thì cũng chỉ là vì cậu ta lấy đi vũ khí của họ. Daryl nỏi rằng cậu ta vẫn chỉ là một đứa trẻ. Carol nói rằng cô không muốn thấy ai phải chết cả, nhưng cô không thể đứng yên ở đây nhìn họ chết dần, đó là lý do cô muốn rời đi vào đêm hôm đó. Daryl liền nói rằng nhưng giờ Carol đang ở đây, và "vẫn đang cố gắng". Carol im lặng không đáp lại và họ cùng đi tiếp.
Trong một cảnh quá khứ khác, lúc này ở nhà tù, Carol đang đốt xác của Karen và David.
Quay trở lại hiện tại, Daryl và Carol đã đến được chỗ của chiếc xe có dấu chữ thập ở lưng chừng cầu. Một nửa của chiếc xe đang ở ngoài thành cầu, và Carol cho rằng nó không hề chắc chắn. Khi họ đang tìm kiếm manh mối trong chiếc xe, một nhóm walker bắt đầu tiến về phía họ. Daryl nhìn thấy một số đồ dùng dành riêng cho bệnh viện trong xe, và Carol nói rằng chỉ có bệnh viện Grady Memorial là bệnh viện gần đây nhất. Khi những con walker đã đến được sát chiếc xe, Daryl dùng dao đâm chết một vài con trong số chúng, trong khi Carol sử dụng nốt 3 viên đạn còn lại trong súng. Tuy nhiên, họ bị đám xác sống áp đảo và buộc phải quay vào trong chiếc xe, đóng cửa lại và tìm cách trốn thoát. Họ cùng leo lên phía trước xe, Daryl bả Carol cài dây an toàn vào. Trong khi đó, lực đập của đám xác sống đã khiến chiếc xe rơi khỏi cầu, thật may mắn là chiếc xe đáp xuống mặt đất ở đúng tư thế ban đầu. Những con walker ở phía trên cũng bị ngã xuống cầu và vỡ nát người. Daryl và Carol chỉ bị thương nhẹ, họ cùng ra khỏi xe và rời khỏi.
Cả hai người cùng dừng chân nghỉ trước một tòa nhà, Daryl cho Carol một ít nước để uống. Carol nói rằng họ chỉ còn cách bệnh viện Grady Memorial 3 dãy nhà. Daryl và Carol bước vào trong một tòa nhà, Daryl tìm thấy một cây mã tấu và dùng nó để chém chết một con walker trên sàn nhà. Khi đang từ tòa nhà nhìn sang đối diện là bệnh viện, Daryl chợt hỏi Carol rằng cô thấy con người anh đã thay đổi như thế nào. Carol đáp lại rằng trước đây anh giống như một đứa con nít, nhưng giờ đã là một người đàn ông trưởng thành. Daryl liền hỏi tiếp rằng Carol thấy con người cô đã thay đổi như thế nào. Carol liền kể lại chuyện cô và Sophia đã bị Ed đánh đập đến nỗi phải đến căn phòng trước đó để trốn một ngày rưỡi. Sau khi họ quay lại, Ed đã tiếp tục đánh đập Carol trong khi cô cam chịu. Carol nói rằng con người lúc đó của cô giờ đây đã bị "thiêu rụi" và không còn nữa. Và cả con người của Carol lúc còn ở nhà tù mà cô cứ tưởng rằng mình sẽ mãi như vậy, con người đó của cô giờ đây cũng không còn nữa. Carol cho rằng mọi thứ giờ đây cứ như thể đang "thiêu rụi" bản thân một người. Daryl liền cho rằng: "Nhưng chúng ta vẫn chưa phải tro tàn".
Chợt Daryl nghe thấy tiếng động, cả hai người lại cùng đi đến để kiểm tra tiếng động. Họ nhìn thấy một con walker bị dính chặt vào bức tường do bị một mũi tên găm vào giữa cổ. Daryl nhận ra rằng đó chính là mũi tên từ nỏ của anh. Tiếp theo đó, có tiếng súng vang lên, họ đi đến hành lang và thấy rằng Noah đang phải chống trả với một con walker. Noah trốn thoát được và con walker quay ra tấn công Carol, nhưng Daryl đã giết nó. Daryl đuổi theo Noah và thấy cậu ta đang cố dùng một giá sách chặn cánh cửa có walker ở phía bên kia lại. Daryl liền chạy tới đẩy người Noah vào kệ sách, khiến nó bật ngược trở lại và đè vào người Noah. Con walker đằng sau cánh cửa kia đang cố lách qua để tóm lấy Noah.
Carol chạy đến nơi đúng lúc Daryl lấy lại được vũ khí cho họ. Noah cầu xin họ giúp đỡ, nhưng Daryl nói rằng họ đã giúp cậu ta một lần rồi và sẽ chẳng lặp lại chuyện ấy lần nữa đâu. Daryl tìm thấy một bao thuốc và châm lửa hút. Carol khuyên Daryl rằng họ nên giúp Noah, nhưng Daryl nói rằng cứ để mặc cậu ta và bỏ đi. Con walker lúc này đã đi qua được cánh cửa và định tóm lấy Noah, đúng lúc đó, Daryl bắn một mũi tên vào đầu và giết chết nó.
Một cảnh trong quá khứ lại hiện lên, đó là khi Carol chạy vào trong rừng sau vụ tấn công Terminus. Cô cởi bỏ lớp vải dính máu xác sống để ngụy trang và chùi đi lớp bùn trên mặt. Cô cầm vũ khí lên và tiếp tục bước đi trong khi khói từ Terminus vẫn bốc lên từ phía xa.
Quay trở lại, sau khi Daryl và Carol nâng giá sách lên để giúp Noah. Cậu lập tức chạy đến cửa sổ và cảnh báo với họ rằng những người ở bệnh viện đang đến vì nghe thấy tiếng súng. Biết được Noah đến từ bệnh viện, Daryl liền hỏi rằng liệu cậu có quen một cô gái tóc vàng nào không. Noah liền đáp lại: "Beth? Hai người biết cô ấy à?". Noah liền kể lại rằng Beth đã giúp Noah thoát khỏi bệnh viện nhưng cô đã bị bắt lại và vẫn đang trong đó.
Daryl, Carol và Noah cùng chạy xuống tầng dưới để thoát ra ngoài trường khi người của bệnh viện đến được. Noah bị ngã và Daryl phải dừng lại để dỡ cậu dậy, anh bảo Carol cứ chạy ra trước. Nhưng khi Daryl và Noah đến được cửa, họ thấy Carol bị một chiếc xe tông vào, từ trong xe bước ra 2 sĩ quan, họ đặt Carol - người lúc này đã bất tỉnh lên cán và đưa vào trong xe. Daryl định chạy ra ngoài nhưng đã bị Noah cản lại. Noah nói rằng giờ đây họ là những người duy nhất có thể chữa trị cho Carol ngay lập tức vì họ có thuốc thang và bác sĩ, nếu Daryl đi ra ngoài lúc này, anh sẽ phải giết 2 viên sĩ quan kia, và Carol sẽ không được giúp đỡ. Daryl liền hỏi Noah rằng sẽ phải mất mát bao nhiêu để đưa được Beth và Carol về, Noah nói rằng "sẽ rất nhiều". Daryl và Noah sau đó tìm được một chiếc xe tải và dùng nó để quay trở lại nhà thờ - nơi nhóm Rick vẫn đang đợi Daryl và Carol trở về.

## Diễn viên

### Diễn viên chính
- Andrew Lincoln vai Rick Grimes
- Norman Reedus vai Daryl Dixon
- Steven Yeun vai Glenn Rhee*
- Lauren Cohan vai Maggie Greene*
- Chandler Riggs vai Carl Grimes*
- Danai Gurira vai Michonne*
- Melissa McBride vai Carol Peletier
- Michael Cudlitz vai Abraham Ford*
- Emily Kinney vai Beth Greene*
- Chad Coleman vai Tyreese Williams
- Sonequa Martin-Green vai Sasha Williams*
- Josh McDermitt vai Eugene Porter*
- Christian Serratos vai Rosita Espinosa*
- Alanna Masterson vai Tara Chambler*
- Seth Gilliam vai Gabriel Stokes*

### Diễn viên định kỳ
- Tyler James Williams vai Noah

*Không xuất hiện trong tập này

### Các diễn viên phụ khác
- Ricky Wayne vai Sĩ quan O'Donnell

## Cái chết trong tập
- Không có

## Đánh giá
"Consumed" nhận được phản hồi tích cực từ giới phê bình. Zack Handlen từ trang The A.V. Club cho tập phim điểm A- (trên thang điểm từ F tới A) và ca ngợi khả năng diễn xuất của Melissa McBride cũng như đánh giá cao tính ý nghĩa của cảnh thiêu xác sống trẻ em. Matt Fowler của trang IGN cho tập phim điểm 8.8 trên 10 và nhận xét: "Là một tập phim về cuộc phiêu lưu của Daryl & Carol, "Consumed" đều đã thành công về cả bối cảnh lẫn nội dung, mặc dù nó khiến chúng ta có đôi chút hụt hẫng vì biết rằng sẽ chẳng có biến cố nào lớn sắp xảy ra. Nó là mảnh ghép cuối cùng được đặt về đúng chỗ sau tập 3 và tập 4. Tập phim này khá trầm lắng, nhưng nó vẫn rất đáng xem". Trên trang Rotten Tomatoes, c0s 87% trong số 15 bài phê bình về tập phim mang tính tích cực.

## Bên lề
- Tên của tập phim ban đầu được đặt là "Heart Drift", nhưng sau đó đã bị thay đổi vì một lý do nào đó.
- Tên của tập phim, "Consumed" ngụ ý cho lời nói của Carol rằng thế giới dịch bệnh đã thiêu cháy (consume) bản thân một con người và thay đổi họ như thế nào
- Con đường mà Daryl và Carol đi theo chiếc xe của bệnh viện - Xa lộ Liên tiểu bang 85 cũng chính là con đường mà Rick đã đi đến Atlanta trong Phần 1 để tìm vợ con
- Chương trình Talking Dead phát sóng ngay sau tập phim xác nhận rằng chính Noah là người đi cùng Daryl ở cuối tập 3 - "Four Walls And A Roof".
- Trong tập phim có rất nhiều chi tiết một ngọn lửa được châm lên (ẩn dụ cho tên tập phim - "thiêu đốt"). Những ngọn lửa trong các cảnh flashback đều là do Carol châm lên, trong khi những ngọn lửa ở các cảnh hiện tại là do Daryl châm lên.
- Bài hát ở đầu tập phim là "Bad blood" của Alison Mosshart và Eric Arjes
- Có 4 chiếc xe tải giống nhau đã được sử dụng cho cảnh xe rơi từ trên cầu xuống. Toàn bộ động cơ và chất dễ cháy nổ đã được lấy khỏi để đảm bảo an toàn cho các diễn viên

## Lỗi phim
- Khi Daryl ngồi lên chiếc giường cạnh Carol đang nằm, chiếc gối trên giường được nhìn thấy đang để dọc bên cạnh anh. Nhưng khi Daryl ngả lưng xuống giường nằm, chiếc gối lại đang nằm ngang và ở ngay dưới đầu Daryl.